# 科哈内 (基洛沃格勒州)
47°52′53″N 32°5′38″E / 47.88139°N 32.09389°E
科哈內（烏克蘭語：Кохане），是烏克蘭的村落，位於該國中部基洛夫格勒州，由克罗皮夫尼茨基区負責管轄，面積1.18平方公里，海拔高度129米，2001年人口218，人口密度每平方公里185.1人。